# تروبينون
تروبينون هو شبه قلوي ، أشتهر بتوليفه في عام 1917 من قبل روبرت روبنسون من السلائف (الكيمياء) الإصطناعية الأتروبين ، وهي سلعة نادرة خلال الحرب العالمية الأولى. تروبينون وأشباه قلويات الكوكايين والأتروبين يشتركون جميعا في نفس البنية الأساسية لل tropane .

## التخليق
كان التخليق الأولى من تروبينون من قبل ريشارد فيلشتيتر في عام 1901. وبدأ من الصلة على ما يبدو سيكلوهيبتانون، ولكن العديد من الخطوات المطلوبة كان لإدخال جسر النيتروجين في العام وكان العائد أو الناتج عن طريق التخليق هو فقط 0.75٪. ريشارد فيلشتيتر قد قام بتصنيع الكوكايين سابقا من تروبينون ، في ما كان يعد أول تخليق وكشف لهيكل الكوكايين.
ويعتبر تخليق روبنسون 1917 تخليقا كليا كلاسيكيا   نظرا لبساطته ونهج بيوميمتيك. تروبينونات هو جزيء ثنائى الحلقات، ولكن المواد المتفاعلة  المستخدمة في إعداده هي بسيطة إلى حد ما: سكسينالديهيد، ميثيل وحمض أسيتون ثنائى كاربوكسيليك (أو حتى أسيتون). التخليق هو خير مثال على تفاعل بيوميمتيك أو من نوع علم تخليق الوراثة البيولوجي  لأن التخليق الحيوى يستفيد من لبنات البناء نفسها. وهو يدل أيضا  على التفاعل جنبا إلى جنب ويدل على  التخليق في وعاء واحد. وعلاوة على ذلك  فإن ناتج التخليق كان 17٪ ومع التحسينات اللاحقة تجاوز 90٪.
This reaction is described as an intramolecular "double Mannich reaction" for obvious reasons. It is not unique in this regard, as others have also attempted it in piperidine synthesis.